# 15e Panzerdivision
La 33e division d'infanterie  (allemand : 33. Infanterie-Division) devenue 15e Panzerdivision (en allemand : 15. Panzer-Division) était une division blindée de la Wehrmacht pendant la Seconde Guerre mondiale qui a combattu en Afrique du Nord dans l'Afrikakorps commandé par le Generalfeldmarschall Erwin Rommel et en Europe de l'Ouest.

## Création et différentes dénominations
- 1er avril 1936 : La 33. Infanterie-Division est formée à Darmstadt dans le Wehrkreis XII en tant qu'élément de la 1. Welle (1re vague de mobilisation). Elle prend ses quartiers à Kaiserslautern.
- Le 1er novembre 1940, la 33. Infanterie Division devient la 15e Panzerdivision : elle est formée à Darmstadt.
- Le 12 mai 1943, la 15. Panzerdivision capitule à bataille d'Enfidaville en Tunisie et est dissoute.
- En juin 1943, une nouvelle unité est reconstituée en Sicile à partir de divers éléments locaux, et d'éléments ayant pu s'échapper de Tunisie. Après avoir été quelque temps nommé « Division sicilienne », elle hérite du numéro de la 15. Panzerdivision qui vient de disparaître en Tunisie et devient la 15. Panzergrenadier-Division.

## Emblèmes divisionnaires
Le théâtre opérationnel de la 15. Panzerdivision se situait en Afrique du Nord, les véhicules étaient camouflés de couleur jaune sable. Les emblèmes seront de couleur rouge, parfois blanc ou noir afin de les visualiser.

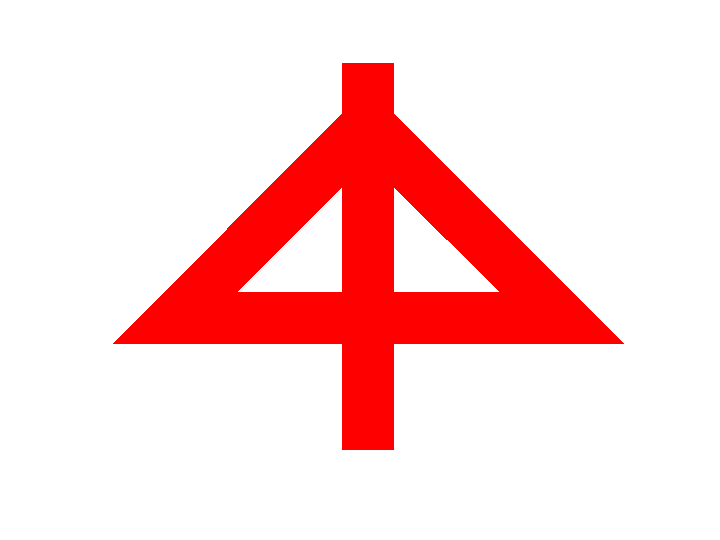
Emblème de la 15. Panzerdivision
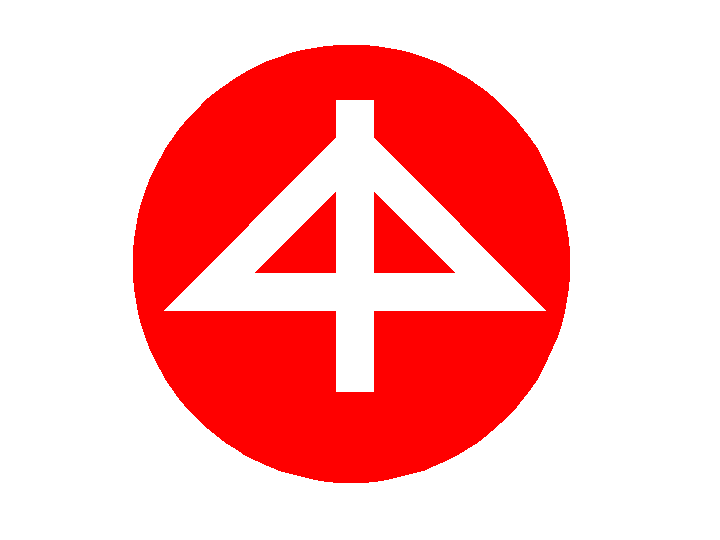
Variante de l'emblème de la division
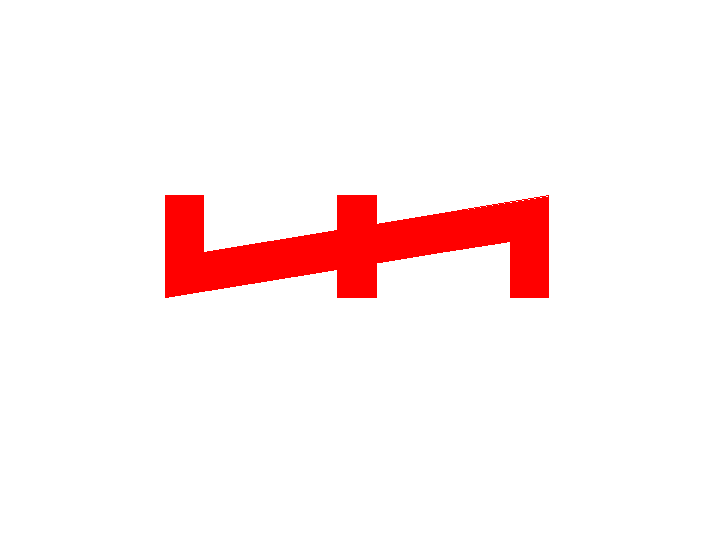
Variante de l'emblème de la division
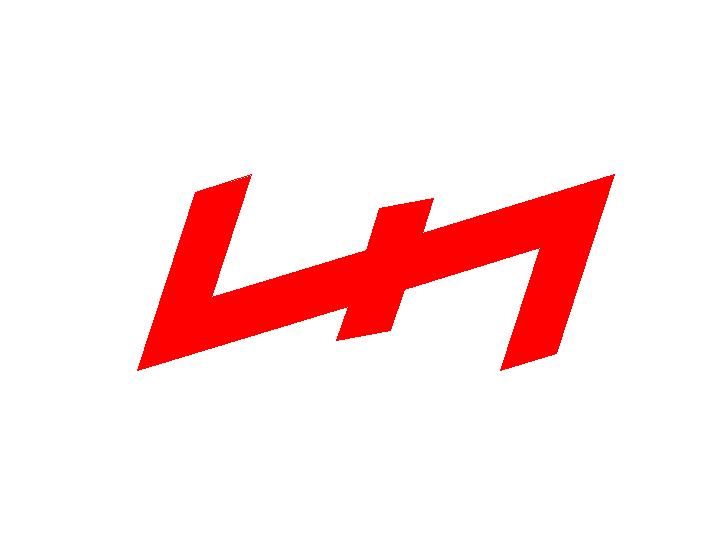
Variante de l'emblème de la division
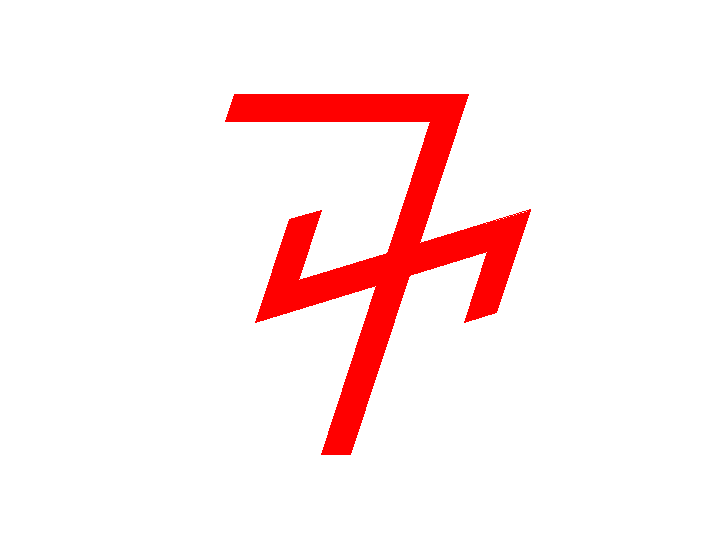
Variante de l'emblème de la division
Logo

## Commandants

### 33. Infanterie-Division
| Date                               | Grade                     | Commandant                |
| ---------------------------------- | ------------------------- | ------------------------- |
| 6 mars 1936 - 3 février 1938       | Generalmajor              | Eugen Ritter von Schobert |
| 1er mars 1938 - 29 avril 1940      | General der Artillerie    | Hermann Ritter von Speck  |
| 29 avril 1940 - 5 octobre 1940     | Generalleutnant           | Rudolf Sintzenich         |
| 5 octobre 1940 - 1er novembre 1940 | General der Panzertruppen | Friedrich Kühn            |

### 15. Panzerdivision
| Début             | Fin              | Grade                     | Nom                                |
| ----------------- | ---------------- | ------------------------- | ---------------------------------- |
| 1er novembre 1940 | 22 mars 1941     | General der Panzertruppen | Friedrich Kühn                     |
| 22 mars 1941      | 10 avril 1941    | Generalleutnant           | Heinrich von Prittwitz und Gaffron |
| 13 avril 1941     | 13 mai 1941      | General der Panzertruppen | Hans-Karl Freiherr von Esebeck     |
| 26 mai 1941       | 6 décembre 1941  | Generalleutnant           | Walter Neumann-Silkow              |
| 6 décembre 1941   | 9 décembre 1941  | Generalleutnant           | Erwin Menny                        |
| 9 décembre 1941   | 26 mai 1942      | General der Panzertruppen | Gustav von Värst                   |
| 26 mai 1942       | 15 juillet 1942  | Generalleutnant           | Eduard Crasemann                   |
| 15 juillet 1942   | 25 août 1942     | Generalleutnant           | Heinz von Randow                   |
| 25 août 1942      | 10 novembre 1942 | General der Panzertruppen | Gustav von Värst                   |
| 11 novembre 1942  | 13 mai 1943      | Generalleutnant           | Willibald Borowietz                |

## Théâtres d'opérations
- 1939[1]
  - Septembre 1939 : la 33. Infanterie-Division reste en réserve. Elle ne participe pas à l'invasion de la Pologne.
- 1940
  - Début 1940 : formation à Darmstadt
  - Mai - juin 1940 : la 33. Infanterie-Division participe à l'invasion de la Belgique et de la France
- 1941
  - Avril 1941 : débarquement de la 15. Panzerdivision à Tripoli en Libye où elle rejoint l'Afrikakorps d'Erwin Rommel
  - Avril - novembre 1941 : la 15. Panzerdivision participe au siège de Tobrouk
  - 15 - 17 juin 1941 : la 15. Panzerdivision est déployée au sud de Bardia où elle participe à l'Opération Battleaxe en particulier au Fort Capuzzo et au col d'Halfaya
  - Novembre - décembre 1941 : la 15. Panzerdivision est engagée dans l'Opération Crusader
- 1942
  - Mai - juin 1942 : la 15. Panzerdivision participe à la bataille de Gazala
  - Juillet - novembre 1942 :  la 15. Panzerdivision participe aux combats autour d'El Alamein :
    - 1re Bataille d'El Alamein
    - Bataille d'Alam el Halfa
    - 2e Bataille d'El Alamein
- 1943
  - Campagne de Tunisie : 
    - Bataille de Ksar Ghilane,
    - Combats sur la ligne Mareth
    - Opération Pugilist elle est anéantie et
    - Capitule le 12 mai 1943, à la bataille d'Enfidaville en Tunisie

## Organisation

### 33. Infanterie-Division
Septembre 1939
- Stab
- Infanterie-Regiment 104
  - I. Bataillon, 1.-4.
  - II. Bataillon, 5.-8.
  - III. Bataillon, 9.-12.
  - 13. Kp, 14. Kp
- Infanterie-Regiment 110
  - I. Bataillon, 1.-4.
  - II. Bataillon, 5.-8.
  - III. Bataillon, 9.-12.
  - 13. Kp, 14. Kp
- Infanterie-Regiment 115
  - I. Bataillon, 1.-4.
  - II. Bataillon, 5.-8.
  - III. Bataillon, 9.-12.
  - 13. Kp, 14. Kp
- Artillerie-Regiment 33
  - I. Abteilung, 1.-3.
  - II. Abteilung, 4.-6.
  - III. Abteilung, 7.-9.
  - I./Art.Rgt 69 (schw. Abt), 1.-3.
  - Beobachtungs-Abteilung 33
- Panzerabwehr-Abteilung 33
  - 1.-3. Kp
  - 4. Kp = 1. MG-Kp 66
- Aufklärungs-Abteilung 33
  - 1.(Reiter)Schwadron
  - 2.(Radfahr)Schwadron
  - 3.(schwere)Schwadron (mot)
  - Pz.Spähtrupp
  - Pak-Zug
  - Kavalleriegeschütz-Zug
- Pionier-Bataillon 33
  - 1.-3.
- Inf.Div.Nachrichten-Abteilung 33
- Inf.Div.Nachschubführer 33
- Verwaltungsdienste 33
- Sanitätsdienste 33
  - 1./San-Kp 33
  - 2./San-Kp 33
  - 1./Krankenkraftwagenzug 33
  - 2./Krankenkraftwagenzug 33
  - Feldlazarett 33
- Veterinär-Kp 33

### 15. Panzerdivision
avril 1940
- Stab
- Infanterie-Regiment 104
  - I. Bataillon, 1.-4.
  - II. Bataillon, 5.-8.
  - III. Bataillon, 9.-12.
  - 13. Kp, 14. Kp
- Infanterie-Regiment 110
  - I. Bataillon, 1.-4.
  - II. Bataillon, 5.-8.
  - III. Bataillon, 9.-12.
  - 13. Kp, 14. Kp
- Infanterie-Regiment 115
  - I. Bataillon, 1.-4.
  - II. Bataillon, 5.-8.
  - III. Bataillon, 9.-12.
  - 13. Kp, 14. Kp
- Artillerie-Regiment 33
  - I. Abteilung, 1.-3.
  - II. Abteilung, 4.-6.
  - III. Abteilung, 7.-9.
  - I./Art.Rgt 69 (schw. Abt), 1.-3.
- Panzerjäger-Abteilung 33
  - 1. Kp = 1./Pz.Jäg.Abt 670 [4,7 cm (Sfl)], attached
  - 2., 3. Kp
- Aufklärungs-Abteilung 33
  - 1.(Reiter)Schwadron
  - 2.(Radfahr)Schwadron
  - 3.(schwere)Schwadron (mot)
  - Pz.Spähtrupp
  - Pak-Zug
  - Kavalleriegeschütz-Zug
- Pionier-Bataillon 33
  - 1.-3.
- Inf.Div.Nachrichten-Abteilung 33
- Inf.Div.Nachschubführer 33
- Verwaltungsdienste 33
- Sanitätsdienste 33
  - 1./San-Kp 33
  - 2./San-Kp 33
  - 1./Krankenkraftwagenzug 33
  - 2./Krankenkraftwagenzug 33
  - Feldlazarett 33
- Veterinär-Kp 33

Au 15 mars 1941
- 15e Schutzen Brigade, composé des unités suivantes :
  - 104e Schutzen Rgt (transféré à la 21e Panzerdivision le 1er septembre 1941)
  - 2e MG.Abt (remplace le 104e Schutzen Rgt à partir du 1er avril 1942)
  - 115e Schutzen Rgt
- 8e régiment de Panzer à 2 Abteilung
- 15e Kradschutze Bton (sera transféré à la 21e Panzerdivision)
- 33e régiment d'artillerie à 3 Abteilung
- 33e Panzerjager Abteilung
- 33e Pionier Abteilung
- 33e Naschr. Abteilung (sera remplacé par le 78e Naschr. Abteilung)
- 33e Versorgungsdienste

Pendant l'opération Battleaxe (juin 1941)
- Panzer-Regiment 8
- Schützen-Regiment (motorisé) 104
- Kradschützen-Bataillon 15
- 6. Oasen-Kompanie
- Artillerie-Regiment 33
- Aufklärungs-Abteilung 33
- Panzerjäger-Abteilung 33
- Flak Batterie

Pendant l'opération Venezia (mai 1942)
- Panzer-Regiment 8
- Schützen-Regiment 115
- Artillerie-Regiment 33
- Aufklärungs-Abteilung 33
- Panzerjäger-Abteilung 33
- Pionier-Bataillon 33

Novembre 1942
- 115e Schutzen Rgt.
- 8e régiment de Panzer à 2 Abteilung (absorbe le 5e régiment de Panzer en janvier 1943)
- 33e Pz.Auklarung Abt. (renommé en 15°Pz.Aufkl. Abteilung)
- 33e Art.Rgt. à 3 Abt.
- 33e Flak.Abt.
- 33e Panzerjager Abt.
- 33e Pionier Abt.
- 33e Naschr.Abt.
- 33e Feldersatz Abt.
- 33e Versorgungsdienste